# Équipe de Roumanie de rugby à XV des moins de 20 ans
L'équipe de Roumanie des moins de 20 ans est constituée par une sélection des meilleurs joueurs roumains de rugby à XV de moins de 20 ans, sous l'égide de la fédération roumaine de rugby à XV.

## Histoire
L'équipe de Roumanie des moins de 20 ans est créée en 2008, remplaçant les équipes de Roumanie des moins de 21 ans et des moins de 19 ans à la suite de la décision de l'IRB en 2007 de restructurer les compétitions internationales junior. Elle participe chaque année au championnat du monde junior ou au Trophée mondial junior suivant son classement.
Lors de l'édition inaugurale (en) du Trophée mondial des moins de 20 ans, les jeunes Roumains se classent à la 4e place.
En 2009 (en), ils remportent cette fois la compétition, et obtiennent ainsi le droit de participer au championnat du monde la saison suivante ; néanmoins, ils n'y prendront finalement pas part, en raison de la réduction du nombre d'équipes participant à cette édition 2010.
Alors que le Trophée mondial est organisé « à domicile » en 2018, les Roumains terminent la compétition à la dernière place.

## Palmarès
- Trophée mondial de rugby à XV des moins de 20 ans :
  - Vainqueur : 2009 (en).